# Odra Wodzisław Śląski
Odra Wodzisław Śląski je polský fotbalový klub z Vladislavi.
Založen byl v roce 1922 jako KS Odra. Tradičními klubovými barvami jsou modrá a červená. Klub hraje svá utkání na stadionu MOSiR-Wodzisław, který má kapacitu 6862 diváků.

## Názvy klubu
- 1922–1939: KS Odra Wodzisław Śląski
- 1948–1963: KS Kolejarz Wodzisław Śląski
- 1963–1965: KS Górnik Wilchwy-Wodzisław Śląski (sloučení s Górnik Wilchwy)
- 1965–1974: GKS Wodzisław Śląski
- 1974–1992: GKS Odra Wodzisław Śląski
- od roku 1992: MKS Odra Wodzisław Śląski